# Mestece Peyton
Mestece Peyton (v izvirniku angleško Peyton Place) je ameriška televizijska nanizanka. Nastala je po uspešnici, romanu Mestece Peyton, ki ga je napisala Grace Metalious. 
Ključne osebe so zdravnik dr. Michael Rossi (Ed Nelson), urednik časopisa Matthew Swain (Warner Anderson),  Allison MacKenzie (Mia Farrow), njena mati Constance (Dorothy Malone) ter Rodney (Ryan O'Neal) in njegovo dekle Betty (Barbara Parkins).